# Ивановка (Коростенский район)
Ивановка (укр. Іванівка) — село на Украине, основано в 1834 году, находится в Коростенском районе Житомирской области.
Код КОАТУУ — 1822384603. Население по переписи 2001 года составляет 303 человека. Почтовый индекс — 11572. Телефонный код — 4142. Занимает площадь 1,575 км².

## Адрес местного совета
11572, Житомирская область, Коростенский р-н, с.Веселовка, ул.Щорса, 12а